# 奧哈拉 (加利福尼亞州)
奧哈拉（英語：Ojala）是位於美國加利福尼亞州文圖拉縣的一個非建制地區。該地的面積和人口皆未知。

## 地理
奧哈拉的座標為34°29′04″N 119°17′57″W / 34.48444°N 119.29917°W，而該地的平均海拔高度為293米（即965英尺）。